# Jack Rusher
John Dunbar "Jack" Rusher (født 18. april 1967 i Boston, Massachusetts, USA) er en amerikansk tidligere roer.
Rusher vandt en bronzemedalje i discplinen otter ved OL 1988 i Seoul, sammen med Jonathan Smith, Mike Teti, Ted Patton, Peter Nordell, Jeffrey McLaughlin, Doug Burden, John Pescatore og styrmand Seth Bauer. I finalen blev amerikanerne kun besejret af guldvinderne fra Vesttyskland og af sølvvinderne fra Sovjetunionen.
Rusher vandt desuden en VM-sølvmedalje i otter ved VM 1989 i Jugoslavien.

## OL-medaljer
- 1988:  Bronze i otter